# Festival Internacional de Cinema de Sant Sebastià 2008
La 56a edició del Festival Internacional de Cinema de Sant Sebastià va tenir lloc entre el 18 i el 29 de setembre de 2008 a Sant Sebastià. La cerimònia d'inauguració fou presentada per Belén Rueda i Edurne Ormazabal. La gala de clausura fou presentada per Edurne Ormazabal i Carlos Hipólito.
Entre els esdeveniments més destacats que van tenir lloc al llarg del certamen es troba la preestrena a Espanya de Vicky Cristina Barcelona, última pel·lícula de Woody Allen. Van estar presents el mateix Woody Allen, Javier Bardem i Rebecca Hall. La pel·lícula d'adaptació de la novel·la El noi del pijama de ratlles es va estrenar a Espanya al Festival de Sant Sebastià, amb la presència del director Mark Herman i dels actors Vera Farmiga i David Thewlis. També en marge de la Secció Oficial a concurs, van estar actors de fama internacional com Robert Downey Jr., Ben Stiller, Michael Fassbender, John Malkovich i Antonio Banderas.

## Jurats

### Jurat de la Selecció oficial
- Jonathan Demme (president)  Estats Units
- Michael Ballhaus  Alemanya
- Martina Gusman  Argentina
- Masato Harada  Japó
- Nadine Labaki  Líban
- Clare Peploe  Regne Unit
- Leonor Watling  Espanya

## Pel·lícules

### Secció Oficial
(15 pel·lícules a concurs)
| Pel·lícula                        | Director                          | País                            |
| --------------------------------- | --------------------------------- | ------------------------------- |
| Aruitemo, aruitemo/ Still walking | Hirokazu Kore-eda                 | Japó                            |
| La Belle personne                 | Christophe Honoré                 | França                          |
| Bi mong/ Dream                    | Kim Ki-duk                        | Corea del Sud                   |
| Asbe dopá                         | Samira Makhmalbaf                 | Iran França                     |
| Camino                            | Javier Fesser                     | Espanya                         |
| Den du frygter                    | Kristian Levring                  | Dinamarca                       |
| Frozen River                      | Courtney Hunt                     | Estats Units                    |
| Genova                            | Michael Winterbottom              | Regne Unit                      |
| Laila's Birthday                  | Rashid Masharawi                  | Tunísia Palestina Països Baixos |
| Louise-Michel                     | Benoît Delépine i Gustave Kervern | França                          |
| Maman est chez le coiffeur (fr)   | Léa Pool                          | Canadà                          |
| El nido vacío                     | Daniel Burman                     | Argentina Espanya França        |
| Pandoranın Kutusu                 | Yeşim Ustaoğlu                    | Turquia França Alemanya Bèlgica |
| El patio de mi cárcel             | Belén Macías                      | Espanya                         |
| Tiro en la cabeza                 | Jaime Rosales                     | Espanya                         |
| Fora de concurso:                 |                                   |                                 |
| Crònica d'un engany               | Richard Eyre                      | Regne Unit                      |
| El noi del pijama de ratlles      | Mark Herman                       | Regne Unit Estats Units         |
| Tropic Thunder                    | Ben Stiller                       | Estats Units                    |
| The Brothers Bloom                | Rian Johnson                      | Estats Units                    |

### Perlak
(12 pel·lícules; por completar)
| Pel·lícula                     | Director              | País                           |
| ------------------------------ | --------------------- | ------------------------------ |
| Vicky Cristina Barcelona       | Woody Allen           | Espanya Estats Units           |
| Cremeu-ho després de llegir-ho | Joel Coen, Ethan Coen | Estats Units França Regne Unit |
| Hunger                         | Steve McQueen         | Regne Unit Irlanda             |
| Entre les murs                 | Laurent Cantet        | França                         |

### Retrospectives
- Retrospectiva Clàssica: Mario Monicelli
- Retrospectiva Contemporània: Terence Davies
- Retrospectiva Temàtica: Japó en negre.

## Palmarès

### Premis oficials
- Conquilla d'Or: Pandoranın Kutusu, de Yeşim Ustaoğlu.[7]
- Premi Especial del Jurat: Asbe dopá de Samira Makhmalbaf.
- Conquilla de Plata al millor director: Michael Winterbottom per Génova.
- Conquilla de Plata a la millor actriu exaequo:
  - Tsilla Chelton, per la seva interpretació a Pandoranın Kutusu, de Yeşim Ustaoğlu;
  - Melissa Leo pel seu paper a Frozen River.
- Conquilla de Plata al millor actor: Oscar Martínez a El nido vacío de Daniel Burman.
- Premi del Jurat a la millor fotograffa: El nido vacío de Daniel Burman.
- Premi del Jurat al millor Guió: Benoit Delépine i Gustave Kerven per Louise-Michel.
- Premi Fipresci: Tiro en la cabeza de Jaime Rosales.

### Premis no oficials
- Premi Nous Directores: Cao Baoping per Lǐ mǐ de cāi xiǎng.
- Premi Horizontes: Gasolina de Julio Hernández Cordón.
- Premi del Públic: Cremeu-ho després de llegir-ho, de los germans Coen.
- Premi de la Joventut: Amorosa soledad, de Martín Carranza i Victoria Galardi.
- Premi TVE - Otra mirada: Frozen River, de Courtney Hunt.

### Premi Donostia
- Antonio Banderas
- Meryl Streep